# Burttavya nyasica
Burttavya es un género monotípico de plantas con flores perteneciente a la familia Rubiaceae. Su única especie:  Burttavya nyasica, es originaria de África en Malaui.

## Taxonomía
Burttavya nyasica fue descrita por Arthur Clague Hoyle y publicado en Hooker's Icones Plantarum 34: , t. 3318, en el año 1936.